# هرمیتاژ پلازا
هرمیتاژ پلازا (به فرانسوی: Hermitage Plaza) یک ساختمان بلندمرتبه در فرانسه است که در کوربوآ واقع شده‌است.